# Choroní
Choroní es un pueblo y una parroquia venezolana ubicada en una zona costeña en el extremo norte del municipio Girardot, estado Aragua, Venezuela, ubicada en las faldas de la cordillera de la Costa, lo que le añade los elementos naturales peculiares de la faja litoral del parque nacional Henri Pittier. Su población se estima en menos de 5000 habitantes, con una población flotante cercana al millón. Sus principales actividades económicas están ligadas a la pesca, la agricultura del cacao y el turismo, que ha tomado mayor importancia durante la última década. La palabra Choroní proviene del nombre de los indígenas que habitaban el valle ocupado por la parroquia del mismo nombre.

## Historia
Los primeros habitantes del sector indígenas Waikerí extendiéndose su territorio hasta unos 25 millas (40,2 km) al oeste de Choroní. De los pueblos nativos se extrajo tierras que fueron usadas para encomienda para Lázaro Vásquez en el sector Patanemo. Una de las hijas de Vásquez contrajo matrimonio con Diego de Ovalle, recibiendo de Vásquez 40 indígenas de Waikerí provenientes de la región de Choroní y aprobada la transaccion por el gobernador Arias Vaca el 16 de marzo de 1602.
El pueblo de Choroní fue formalemnte fundado en 1616, en pleno período colonial, cuestión reflejada en la arquitectura colonial reinante. Para 1616 ya había en Choroní una doctrina de indios con su iglesia a cargo del Fray Pedro Buitriago y gran parte de los indios encomendados al capitán Diego de Ovalle, habían establecido sus casas alrededor del templo. En 1622 el caserío es oficializado como pueblo, bajo la advocación y nombre de "San Francisco de Paula" por el juez poblador, teniente Don Pedro Gutiérrez y el vicario Presbítero Gabriel de Mendoza. Con el tiempo el pueblo pasa a llamarse "Santa Clara de Asís" y en 1964 ostenta el nombre de "Santa Clara del Valle de Choroní", siendo conocida como Choroní.
En 1816 Simón Bolívar se reunió en Choroní con el general Gregor McGregor, el general Carlos Soublette, quien más tarde sería presidente de Venezuela, los oficiales Manuel Carlos Piar, Santiago Mariño; José Antonio Anzoátegui y Ambrosio Plaza, héroes de Boyacá; Bartolomé Salom, héroe de El Callao y Diego Bautista Urbaneja. El presbítero José Félix Sosa, firmante del Acta de la Declaración de Independencia de Venezuela, tenía su casa en Choroní. Para esa época, Choroní era puerto pesquero habitado por mantuanos, hacendados ricos que vivían en casas amplias y confortables, tenía un pequeño muelle que estaba habilitado para la exportación de cacao, café y otros productos agrícolas, apodado “El Portete”. El cacao de Choroní competía con el de Chuao, y según lo apunta Mario Briceño Iragorry en su obra “Casa León y su Tiempo”, las familias caraqueñas lo tenían en la más alta estima por su agradable sabor y delicioso aroma.
En Choroní nació la Madre María de San José (Choroní, 25 de abril de 1875 — Maracay, 2 de abril de 1967) fue una religiosa venezolana, considerada beata por la Iglesia Católica.
En Choroni y la cercana Uraca se edificaron en 1910 una de las primeras plantas hidroeléctricas del país, construida bajo la dictadura del General Juan Vicente Gómez. En 1922 el General Gómez decide ampliar los servicios de Electricidad existentes en el país, repotenciando las plantas de Choroní y Uraca con la finalidad de alimentar a Maracay y sus zonas circunvecinas.

## Demografía
La población de Choroní conserva las tradiciones traídas por los esclavos desde el continente africano, que se expresan cotidianamente en sus manifestaciones culturales, como los tambores. Ubicada en la Parroquia Choroní, la ciudad se ubica a 55 kilómetros (34,2 mi) de Maracay, la capital del estado, el acceso a este pueblo turístico es posible gracias a la estrecha Carretera Maracay-Choroní que atraviesa el parque nacional Henri Pittier, primero en ser decretado como tal en Venezuela, cuyas selvas tropicales, ricas en flora y fauna, constituyen así mismo un atractivo turístico de la Cordillera de la Costa.
La parroquia comprende comunidades costeñas, incluyendo los sectores: 
| - Choroní, - Puerto Colombia - Romerito - Tremaria - Uraca | - La Esmeralda - Sector La Loma - El Parnazo - El Mamón - La Soledad | - Sector La Planta - Cajima - Los Cerritos - El Charal - Paraparo |

La única vialidad a la parroquia es la prolongación de la Avenida Las Delicias.
El crecimiento y expansión física de la Parroquia Choroní se ha dado mediante la ocupación de áreas muy sensibles ubicadas dentro del Parque Nacional Henri Pittier.

### Servicios
Más del 80% de la parroquia recibe los servicios básicos de agua y luz y los servicios educativos, asistenciales, cloacas, aseo urbano, etc. Existen solo en los centros poblados al margen de la carretera principal.

## Cultura

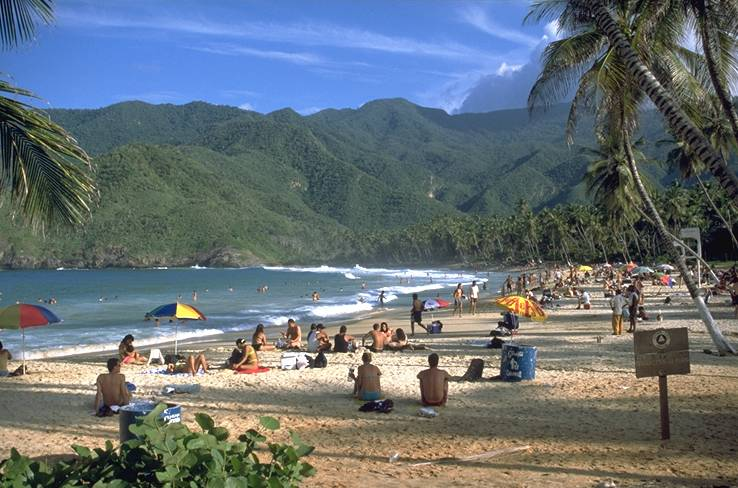
Playa Grande, Choroní.

Cada 24 de junio, se celebra la fiesta de San Juan Bautista, evento que atrae una gran cantidad de turistas nacionales y extranjeros que se reúnen para bailar danzas típicas en homenaje al santo, dando origen a ritmos de tambor tales como los Toques, Fulías, Parrandas y Repiques que hacen de Choroní, al igual que Chuao y otros pueblos de las costas venezolanas, un centro de turismo importante de Venezuela.

### Turismo
La Parroquia Choroní es la principal zona turística del municipio Girardot. En particular, Puerto Colombia es el área de la parroquia donde se desarrolla la actividad turística. Allí se ubica el Malecón, principal embarcadero de la mayoría de los pobladores pesqueros y de donde se parte hacia otras comunidades sin acceso vial, tales como los pueblos de Chuao, Cepe y Tuja, Uricao y Aroa hacia el oeste de Choroní, El Diario y Valle Seco.
A este recorrido por el pasado colonial de Venezuela se le suman las playas adyacentes a Puerto Colombia, otro pueblo que está a tres kilómetros de Choroní. Playa Grande, a pocos metros de Puerto Colombia, es una hermosa franja costera de casi un kilómetro de largo, bañada por el mar Caribe. La playa, oceánica y con un extenso bosque de cocoteros, está limitada por las montañas que caen directamente al mar. 
De día, los vendedores ambulantes o buhoneros circulan en las playas, con todo tipo de bebidas, comidas y artículos playeros para ofrecer a los visitantes de la playa, en medio de un promedio de clima de 31 grados.
El Museo CADAFE, ubicado en Agua Fuerte de  la Uraca, uno de los sectores de Choroní representa la memoria de un importante pero desconocido trozo de nuestra historia. Aquí se ubican  las instalaciones de una de las primeras plantas hidroeléctricas del país, edificación que data del año 1910.

## Economía
Gran cantidad de pescadores surcan las aguas en peñeros (botes de madera) pescando artesanalmente, al tiempo que comunican a los naturales y visitantes con poblaciones solamente accesibles por mar, entre ellas la espectacular Chuao, otra población famosa por el cacao que se siembra en sus adyacencias, que incluso le valió una denominación de origen. El cacao Chuao (o Porcelana), está considerado como el mejor del mundo, dadas sus características de aroma y sabor.[cita requerida]
En el camino que va a Choroní, existen numerosas haciendas que cultivaban cacao en tiempos pasados. Las plantaciones de cacao están protegidas del sol por árboles de gran altura y una exuberante vegetación. Un río, con numerosos saltos de agua, puede verse desde varios puntos de la carretera Maracay-Choroní. 

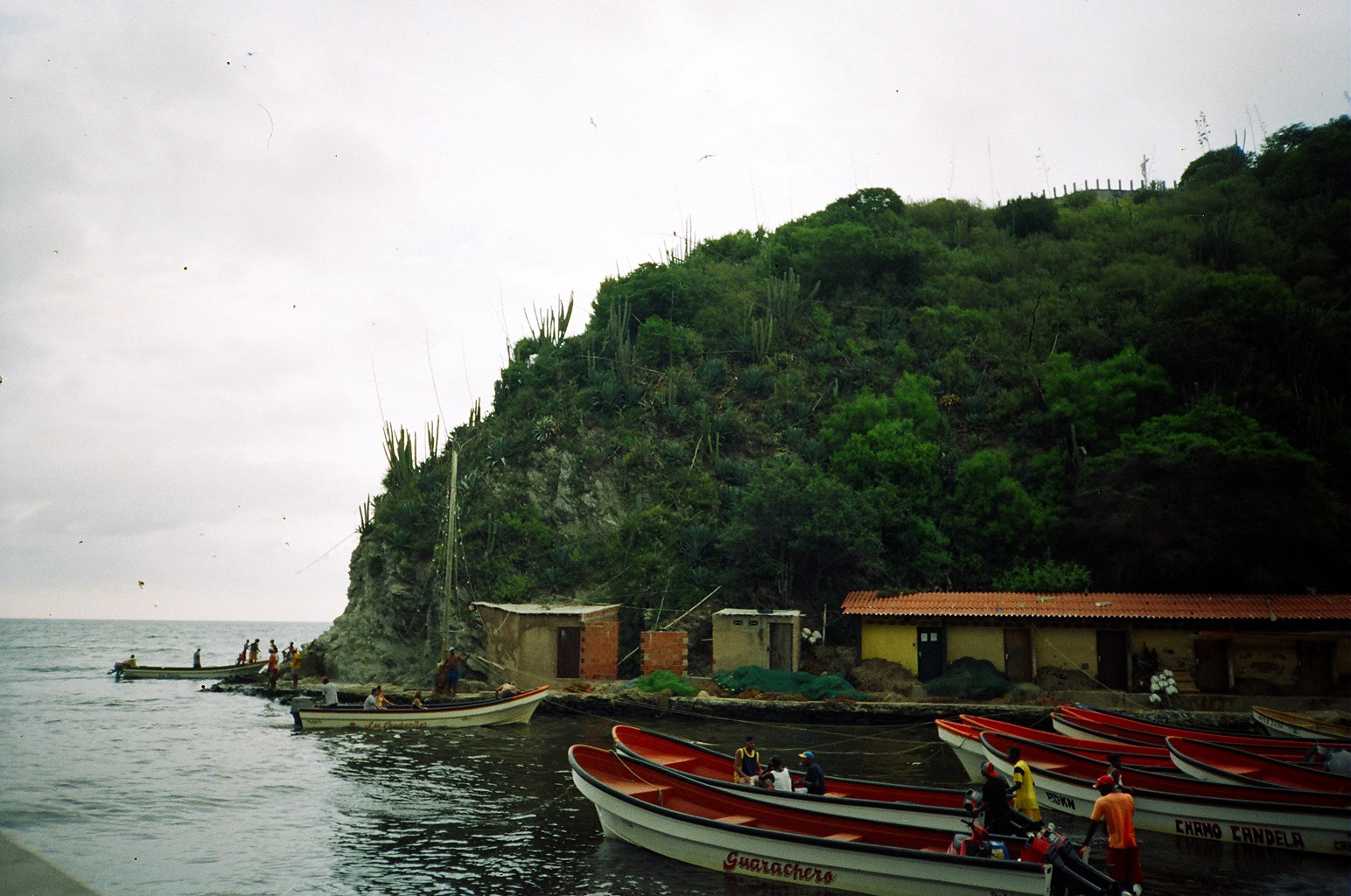
Botes pescadores en Puerto Colombia, Choroní.

Existe también una antigua central hidroeléctrica, hoy convertida en museo y casa de la cultura: una edificación de estilo industrial, altas ventanas y pintada de blanco, que resulta casi una aparición en medio de una selva tropical con mil tonos de verde y el ruido de las cascadas a su alrededor.
La fama de Choroní como destino turístico nació en los años 1990, poco tiempo después de que la carretera fuese asfaltada en su totalidad. Es normal encontrar sus playas muy concurridas de personas los fines de semana o en las fiestas nacionales, como Carnaval o Semana Santa.
El parque Henri Pittier fue el primer parque nacional de Venezuela (1937). Tiene más de 100.000 hectáreas y 550 tipos de aves diferentes. El Henri Pittier es el parque nacional con más diversidad de aves del mundo. Para llegar a Choroní hay que atravesar el parque, o llegar por mar.

## Epidemiología
Choroní es uno de dos focos endémicos de Leishmaniasis cutánea en el estado Aragua con una incidencia para el año 2004 de 41,9 x 10 000 habitantes.
Numerosas corrientes de agua atraviesan Choroní, algunas de las cuales incluyen La Nevera, El Dique y El Tesoro.